# Eugenio Bersellini
Eugenio Bersellini (Borgo Val di Taro, 10 juni 1936 – Prato, 17 september 2017) was een Italiaans voetballer en -trainer. Als speler haalde Bersellini geen grote successen, hij pendelde in zijn veertienjarige carrière tussen de Serie B (de tweede divisie) en de Serie D (de vierde divisie). Als trainer kende hij echter meer succes, waarbij hij in totaal bijna 20 seizoenen actief was in de Serie A. Bij FC Internazionale Milano kende Bersellini met één landstitel en twee bekeroverwinningen zijn meest succesvolle passage.

## Palmares

### Als trainer
| Competitie         |                |                  |                |                |
| Competitie         | Aantal         | Jaren            |                |                |
| Internazionale     | Internazionale | Internazionale   | Internazionale | Internazionale |
| ------------------ | -------------- | ---------------- | -------------- | -------------- |
| Serie A            | 1×             | 1979/80          |                |                |
| Coppa Italia       | 2×             | 1977/78, 1981/82 |                |                |
| Sampdoria          |                |                  |                |                |
| Coppa Italia       | 1×             | 1984/85          |                |                |
| Al Ittihad Tripoli |                |                  |                |                |
| Premier League     | 1×             | 2001/02          |                |                |